# Executive One
Executive One is het callsign van de luchtverkeersleiding voor elk niet-militair vliegtuig waar de president van de Verenigde Staten in zit. Gewoonlijk maakt de president gebruik van militaire luchtvaarttoestellen van de Presidential Airlift Group van de 89th Airlift Wing. Het gebruik van dit callsign is dan ook zeer uitzonderlijk.
In 1973 droeg een DC-10 toestel van United Airlines dat van Washington D.C. naar Los Angeles vloog voor enige tijd het callsign Executive One omdat toenmalig president Nixon aan boord was. Deze had bij hoge uitzondering een reguliere vlucht genomen om "het goede voorbeeld" te geven ten tijde van de energiecrisis. Tegelijk vloog een militair toestel dat gewoonlijk Air Force One was geweest direct achter het burgertoestel voor het geval er iets mis mocht gaan.
Op 20 januari 2009 kreeg een marinehelicopter de aanduiding Executive One toen de voormalig president George W. Bush kort na de inhuldiging van zijn opvolger met dit toestel werd vervoerd. Normaal zou het toestel met Marine One zijn aangeduid.

## Executive Two
Executive Two is, analoog aan Executive One, het callsign voor het niet-militaire toestel dat de vicepresident van de Verenigde Staten vervoert. Ook deze wordt gewoonlijk met de militaire toestellen van de Presidential Airlift Group vervoerd.
In 1974 werd het toestel van toenmalig vicepresident Nelson Rockefeller, de opvolger van Gerald Ford, die Richard Nixon opvolgde als president, aangeduid met Executive Two. Hij prefereerde zijn eigen Gulfstream Aerospace toestel boven de DC-9 die gewoonlijk werd ingezet als Air Force Two.

## Foxtrot
Indien een niet-militair toestel familieleden van de president of vicepresident vervoert (maar niet hemzelf of diens echtgenoot), mag deze optioneel het callsign Executive One Foxtrot respectievelijk Executive Two Foxtrot gebruiken.

Army One ·

Air Force One ·

Navy One ·

Marine One ·

Coast Guard One ·

Executive One